# Сент-Андре-ан-Руаян
Сент-Андре-ан-Руаян (фр. Saint-André-en-Royans) — коммуна во Франции, находится в регионе Рона — Альпы. Департамент коммуны — Изер. Входит в состав кантона Сюд-Грезиводан. Округ коммуны — Гренобль.
Код INSEE коммуны — 38356. Население коммуны на 2012 год составляло 326 человек. Населённый пункт находится на высоте от 224  до 1 007  метров над уровнем моря. Муниципалитет расположен на расстоянии около 480 км юго-восточнее Парижа, 85 км юго-восточнее Лиона, 33 км западнее Гренобля. Мэр коммуны — M. Frédéric de Azevedo, мандат действует на протяжении 2008 гг.
Динамика населения (INSEE):